# Don (paard)
De don (ook wel Russische don genoemd) is een paardenras dat ontwikkeld is in en vernoemd naar het steppegebied aan de benedenloop van de Don. Vroeger werd het door de Kozakken als cavaleriepaard gebruikt, tegenwoordig meer voor werk onder het zadel en recreatief rijden.

## Raskenmerken
De don is meestal tussen de 155 en 160 cm hoog en mag bruin, zwart, schimmel en voskleurig zijn. Het hoofd heeft een recht of licht gebogen profiel. Hij heeft een hoge schoft en een wijde, diepe borst. Zijn schouders kunnen wat aan de rechte kant zijn, maar zijn over het algemeen goed gevormd. Zijn achterhand is lang, maar recht en met een glooiing. Zijn benen zijn lang maar goed gespierd, hij heeft brede gewrichten, sterke pezen en sterke hoeven.

## Geschiedenis
Het eerste type don, genoemd de "oude don", ontstond uit halfverwilderde Russische paarden en Aziatische rassen zoals de karabach, de arabier en de turkmeen. De paarden werden naar Rusland gebracht door rooftochten van de Kozakken. De oude don was een middelgroot, behendig paard met een enorm uithoudingsvermogen.
Dit sterke paard is de voorouder van de huidige don. Hij werd ook gebruikt om de orlovdraver, de orlov-rostoptsjin en de standardbred te verbeteren. De cavalerie van de Kozakken werd gereden op de oude don. Hun paarden waren ook belangrijk door beïnvloeding van andere Europese paardenrassen.
Aan het begin van de 19e eeuw werd het ras verbeterd door invloed van de orlov, de arabier, de standardbred en de karabach. Halverwege de 19e eeuw was het een gewild cavaleriepaard. Individuele fokkers gingen zich nu ook richten op de don en selecteerden op hoogte, uithoudingsvermogen en op de karakteristieke voskleur met gouden gloed. De don begon ook buiten Rusland populair te worden en vele werden dan ook geëxporteerd. Tussen 1920 en 1930, nadat vele dons waren uitgeroeid als gevolg van de Eerste Wereldoorlog en door de Russische Revolutie, werden de overgebleven dieren naar militaire fokkerijen gebracht, maar ook de Kozakkenbevolking fokte het ras. Door deze maatregelen werd het ras vrij snel weer opgebouwd.

## Gebruik
In het verleden werd de don vooral door de Kozakken gebruikt als cavaleriepaard. Bekend om hun uithoudingsvermogen, konden ze in vrij korte perioden lange afstanden afleggen en daarna ook nog voldoende energie voor gevechten overhebben. Vandaag de dag is de don een gewild rijpaard, maar wordt hij ook wel gebruikt in het tuig, onder andere voor de traditionele Russische tatsjanka, een zwaar kanon op een kar of wagen getrokken door twee tot vier paarden naast elkaar.
De don speelde een belangrijke rol in de ontwikkeling van andere in de Sovjet-Unie ontwikkelde rassen, waaronder de boedjonny.